# Vườn quốc gia Gooseberry Hill
Vườn quốc gia Gooseberry Hill là một vườn quốc gia ở Tây Úc, nó nằm cách thành phố Perth 21 km về phía đông.